# Matevž Bren
Matevž Bren [matévž brén], slovenski matematik, * 1954, Jesenice.
Bren raziskuje na področju analize podatkov (matematika).